# 가미타카노촌 (사이타마현)
가미타카노촌(上高野村)은 사이타마현 기타카쓰시카군에 존재했던 촌이다. 현재의 삿테시 남서부에 해당한다.

## 역사
- 1889년 4월 1일 - 정촌제 시해엥 의해 가미타카노촌이 단독으로 촌을 시행하였다.
- 1954년 11월 3일 - 삿테정, 미유키촌, 곤겐도가와촌, 요시다촌과 합병해, 새로운 삿테정이 성립하여, 동일 가미타카노촌은 폐지되었다.
- 1986년 10월 1일 - 삿테정이 시로 승격해 삿테시가 되었다.

## 교통

### 도로
- 닛코 가도

## 참고문헌
- 角川日本地名大辞典 11 埼玉県